# Jasuto Honda
Jasuto Honda (japonsko 本田 泰人), japonski nogometaš, * 25. junij 1969.
Za japonsko reprezentanco je odigral 29 uradnih tekem.